# Baigts
 Baigts  (en occitano Vaths) es una población y comuna francesa, situada en la región de Aquitania, departamento de Landas, en el distrito de Dax y cantón de Mugron.

## Demografía
| 425 | 407 | 400 | 354 | 350 | 322 | 346 | 351 | 357 |
| Para los censos de 1962 a 1999 la población legal corresponde a la población sin duplicidades (Fuente: INSEE [Consultar]) |     |     |     |     |     |     |     |     |